# Bekännelser av ett seklets barn
Bekännelser av ett seklets barn (franska: La confession d'un enfant du siècle) är en roman från 1836 av den franske författaren Alfred de Musset. Romanen är inspirerad av Mussets förhållande med författarinnan George Sand.
Boken gavs ut på svenska 1902. År 1928 gavs den ut i översättning av Olof Scherdin. En nyöversättning av Disa Törngren utkom 1949. År 2012 utkom filmatiseringen Confession d'un enfant du siècle  i regi av Sylvie Verheyde.